# Limacella glischra
Limacella glischra là một loài nấm thuộc chi Limacella trong họ Amanitaceae. Khi được nhà nghiên cứu Andrew Price Morgan miêu tả khoa học lần đầu tiên vào năm 1906, nấm này được xếp vào chi Lepiota trong họ Agaricaceae; đến năm 1914, William Alphonso Murrill chuyển nấm sang chi Limacella như ngày nay.